# Osservatorio di Brorfelde
L'osservatorio di Brorfelde è un osservatorio astronomico ottico situato a nord di Brorfelde, centro abitato collinare a sud di Holbæk, in Danimarca. Costruito successivamente all'osservatorio di Østervold per ovviare alle problematicità di una struttura osservativa vicina alla città, dall'inaugurazione nel 1953 fino al 1996 è stato formalmente un distaccamento dell'osservatorio dell'università di Copenaghen. Nel 2009 la struttura è stata dismessa e nel 2012 è stata acquistata dalla municipalità di Holbæk, che oggi gestisce l'osservatorio come centro divulgativo di scienze della terra e dello spazio, natura e ingegneria. L'osservatorio possiede ancora tre telescopi, dei quali il telescopio Schmidt è il più grande strumento osservativo professionale danese. Gli 11 edifici che costituiscono il complesso sono dislocati su un'area protetta di 40 ettari di terreno. Tale tutela, limitando l'urbanistica nella zona e il relativo inquinamento luminoso, rendono il luogo unico nel suo genere in Danimarca.

## Il cerchio meridiano di Carlsberg
Nel 1953, a Brorfelde fu collocato il Cerchio Meridiano di Carlsberg, uno strumento meridiano dedicato ad effettuare rilevamenti astrometrici di grande pecisione. Nel 1984, è stato trasferito presso l'osservatorio di La Palma a Roque de los Muchachos, isole Canarie, dove è stato dismesso gradualmente nel 2013. Il telescopio ha effettuato rilevazioni di quasi 100 milioni di posizioni stellari nella Via Lattea.

## Strumentazione

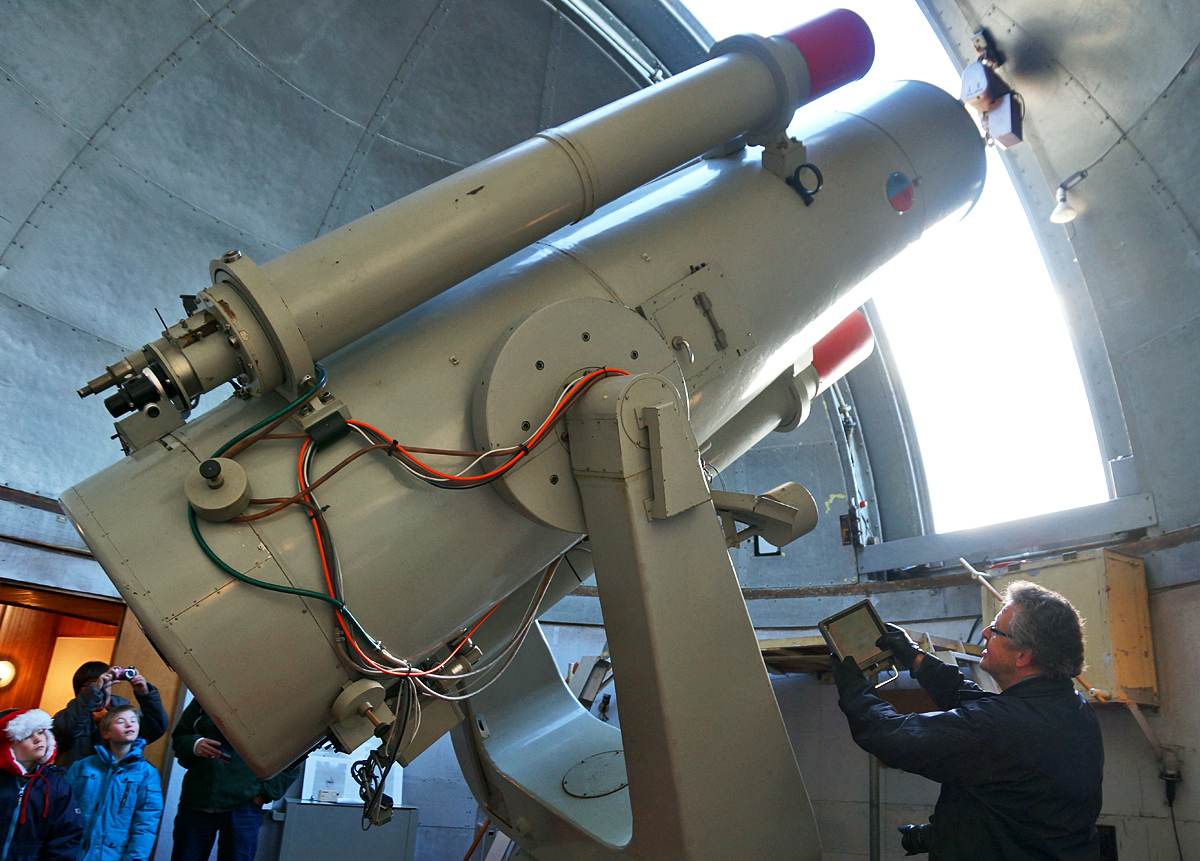
Il telescopio Schmidt da 77 cm. In origine utilizzava una pellicola fotografica, mostrata nella foto dall'addetto

L'osservatorio dispone di un telescopio Schmidt, costruito nei laboratori della struttura ed installato nel 1966 originariamente con un'apertura di 50 cm e un diametro dello specchio di 75 cm. Aggiornato più volte, attualmente dispone di un'apertura libera di 45 cm e un diametro dello specchio di 77 cm con una camera CCD da 4500 × 3600 pixel.

## Scoperte
L'asteroide 3309 Brorfelde fu il primo corpo celeste scoperto e fu dedicato al villaggio presso cui ha sede l'osservatorio, con circolare MPC del 7 luglio 1987
In seguito sono stati scoperti più di cento asteroidi tra cui:
| Asteroidi scoperti: più di 100 | Asteroidi scoperti: più di 100 |
| ------------------------------ | ------------------------------ |
| 3033 Holbaek                   | 5 marzo 1984                   |
| 3309 Brorfelde                 | 28 gennaio 1982                |
| 3312 Pedersen                  | 24 settembre 1984              |
| 3369 Freuchen                  | 18 ottobre 1985                |
| 5165 Videnom                   | 11 febbraio 1985               |
| 5427 Jensmartin                | 13 maggio 1986                 |
| (7743) 1986 JA                 | 2 maggio 1986                  |
| 8261 Ceciliejulie              | 11 settembre 1985              |
| 9555 Frejakocha                | 2 aprile 1986                  |
| 8338 Ralhan                    | 27 marzo 1985                  |
| (22282) 1985 RA                | 11 settembre 1985              |
| (24642) 1984 SA                | 22 settembre 1984              |